# Чърчил (окръг)
Вижте пояснителната страница за други значения на Чърчил.
Окръг Чърчил (на английски: Churchill County) е окръг в щата Невада, Съединени американски щати. Площта му е km², а населението – 24 198 души (2016). Административен център е град Фалън.